# Хавијер Солана
Франциско Хавијер Солана Мадариага (шп. Francisco Javier Solana Madariaga; Мадрид, Шпанија, 14. јул 1942) је бивши Високи представник за заједничку спољну политику и безбедност и генерални секретар Савета Европске уније (ЕУ) и Западноевропске уније.
Од 1959. до 1965. апсолвирао је факултет физике на Мадридском универзитету „Комплутенсе“. Године 1963. је због свог ангажмана у опозиционом покрету против Франсиска Франка протеран са факултета. Прво је отишао у Холандију а касније у Велику Британију гдје је завршио факултет. После тога, живи неко време у САД финансиран од стипендије Фулбрајт (енгл. Fulbright), која се углавном финансира из буџета САД. Предавао је физику је 1968. на Вирџинијском универзитету, где се до 1971. бавио истраживачким радом. Исте године се вратио у Шпанију где се запослио као професор физике.
Ожењен је Консепсион Хименес (шп. Concepción Gimenéz), кћерком једног Франковог генерала. Има двоје одрасле деце, сина Дијега и кћерку Вегу.
Политиком се почео бавити у служби Фелипа Гонзалеза, где је провео 13 година, пре него што је постао Генерални секретар НАТО-а, што је дужност на којој је био од 1995. до 1999. Најзначајнији догађај у овом периоду је било НАТО бомбардовање СРЈ. Солана је именован да постане министар спољних послова Европске уније 2006, али ће вероватно наставити да обавља своју тренутну дужност док се не одлучи будућност Европске уније.
Био је против НАТО-а током почетка своје каријере, када је и написао 50 разлога да се каже не НАТО-у, али је касније променио свој став, и у референдуму за останак Шпаније у НАТО пакту 1986. се залагао за останак.